# Torres de Repsol
Las Torres de Repsol es un proyecto urbanístico para la ciudad de Málaga (España) mediante el cual se pretende edificar en unos antiguos terrenos industriales un número indeterminado de rascacielos que oscila entre uno y cuatro en combinación con amplias zonas verdes, en unos terrenos en los que se está analizando si sufren de una fuerte contaminación por hidrocarburos. Por su naturaleza y escala es en uno de los proyectos urbanísticos más discutidos. Inicialmente contó con la aprobación del Ayuntamiento de Málaga y el rechazo de la Junta de Andalucía, aunque tras la aprobación de PGOU 2011 fue ratificado por todas las administraciones y han comenzado sus primeras actuaciones. De llevarse a cabo sería la mayor operación urbanística de la historia de Málaga. Actualmente el proyecto está paralizado temporalmente a la espera de una sentencia judicial.

## Ámbito de actuación
El ámbito de actuación es un sector llano antiguamente ocupado por instalaciones de almacenamiento de la empresa petrolífera Repsol. Tiene una superficie de 177.749 m² y está dividido en dos subsectores por un pasillo ferroviario que a su vez hace de límite administrativo entre los distritos de Cruz de Humilladero, al norte, y Carretera de Cádiz, al sur. Este pasillo ferroviario fue soterrado a mediados de 2009 y en la superficie se proyecta la realización de un bulevar que comunicaría directamente la Estación de Málaga-María Zambrano con la Ronda Oeste.

## El proyecto
Según el proyecto oficial planteado en el año 2008 se establecieron los siguientes usos

### Usos del suelo
- Espacios libres: 79.750 m²
- Equipamientos comunitarios: 28.560 m²
- Residencial: 13.495 m²
- Comercial: 18.440 m²
- Viales: 37.504 m²

### Alturas
Para las construcciones de uso residencial libre, es decir, las que no son de protección oficial, se proyectan cuatro torres 29, 31, 33 y 35 plantas, que alcanzarían una altura aproximada de 105, 112, 119 y 126 m. respectivamente. Para las viviendas de protección oficial se proyectan dos edificios de 17 y 14 plantas, que alcanzarían alturas de 82 y 54 m. Las instalaciones terciarias se localizarían en un zócalo de 3 alturas.
Los edificios existentes más altos de la ciudad son los siguientes:
- Fábrica de La Araña: 114 m.
- Catedral: 93 m.
- Torre de Málaga: 57 m., el edificio habitado más alto.
- Torre de control del aeropuerto: 54 m.
- Sede de Correos: 53 m., 12 plantas.

## Polémica
El proyecto ha sido recibido con gran resistencia vecinal, debido a la oposición de los vecinos que rechazan el aumento de la población de los distritos y reivindican un gran Bosque Urbano. La zona cuenta en la actualidad con un gran déficit de zonas verdes, evidenciado en la estadística con menos de 5 m2 de zona verde por habitante, muy por debajo de las recomendaciones de la Organización Mundial de la Salud, de entre 10 y 15 m2/habitante, referidas por el Ayuntamiento de Málaga en la Agenda XXI de la Ciudad de Málaga.